# 3,4-二甲氧基苯乙胺
3,4-二甲氧基苯乙胺（缩写DMPEA）是一种有机化合物，分子式C10H15NO2，和3-甲氧基酪胺一样都可以看作是神经递质多巴胺的同系物，其3号位和4号位的羟基被甲氧基取代，最早由A. Pictet和M. Finkelstein从香草醛合成。